# Royal Historical Society
A Royal Historical Society (RHS), fundada em 1868, é uma sociedade erudita do Reino Unido que promove estudos acadêmicos da história.

## Origens
A sociedade foi fundada e recebeu sua carta régia em 1868. Até 1872 era conhecida como Sociedade Histórica. Em 1897, fundiu-se (ou absorveu) a Camden Society, fundada em 1838. Nas suas origens, e por muitos anos depois, a sociedade era efetivamente um clube de cavalheiros. No entanto, em meados e finais do século XX a RHS assumiu um papel mais ativo na representação da disciplina e profissão da história.

## Atividades atuais
A sociedade existe para promover a pesquisa histórica no Reino Unido e em todo o mundo, representando historiadores de todos os tipos. Suas atividades dizem respeito principalmente à advocacia e pesquisa de políticas, treinamento, publicação, bolsas e apoio à pesquisa, especialmente para historiadores em início de carreira, e prêmios e reconhecimento profissional. Ele oferece um programa variado de palestras e conferências e simpósios de um e dois dias cobrindo diversos tópicos históricos. Reúne-se em Londres e de tempos em tempos em outros lugares do Reino Unido. Desde 1967 está sediado na University College London.